# Języki austroazjatyckie

Rozmieszczenie języków austroazjatyckich

Języki austroazjatyckie – rodzina językowa skupiająca języki używane w południowo-wschodniej Azji oraz na małych obszarach rozrzuconych po Indiach i Bangladeszu. Termin „austroazjatyckie” pochodzi od łacińskiego słowa auster, oznaczającego południe i nazwy kontynentu – Azja. Należą do niej między innymi języki: mundajskie (munda), staromalakijskie, khasyjskie, nikobarskie oraz mon-khmerskie z językiem khmerskim. Wymienić tu jeszcze można grupę mieszaną z językami czam, radai i sedang, które powstały z nawarstwienia się dialektów austroazjatyckich na substrat austronezyjski.
Z rzeczonych języków tylko wietnamski, khmerski i mon mają długą tradycję piśmienniczą, a tylko wietnamski i khmerski oficjalny status (odpowiednio w Wietnamie i Kambodży). Reszta języków austroazjatyckich jest używana przez mniejszości etniczne. Powszechnie sądzi się, że pierwotny ich zasięg obejmował południowo-wschodnią Azję i wschodnią część subkontynentu indyjskiego, a dominacja na tych ziemiach innych języków – w tym indoeuropejskich, dajskich, drawidyjskich i sino-tybetańskich jest rezultatem późniejszych migracji ludności (na dowód podaje się m.in. zapożyczenia austroazjatyckie w tybeto-birmańskich językach wschodniego Nepalu).
Podejmowano próby udowodnienia pokrewieństwa między nimi a językami austronezyjskimi, tworząc tym samym nadrodzinę języków austryckich.

## Klasyfikacja
Językoznawcy tradycyjnie rozdzielali języki austroazjatyckie na dwie podrodziny: mon-khmer – używanych na terenach południowo-wschodniej Azji, północno-wschodnich Indii i na Nikobarach oraz języków munda czy mundajskich – zajmujących obszary we wschodnich i środkowych Indiach i Bangladeszu.
Ethnologue identyfikuje 168 języków austroazjatyckich, z czego 147 to języki mon-khmerskie, a 21 mundajskie. Nie opublikowano jednak dowodów za taką właśnie systematyką i istnieje możliwość, iż jest ona efektem sugerowania się różnicami antropologicznymi między użytkownikami języków tych podrodzin (użytkownicy języków mon-khmerskich należą do rasy żółtej, a mundajskich prezentują wygląd typowy dla mieszkańców Indii).
Przy tym pokrewieństwo między nimi jest nadal przedmiotem dyskusji. Z dwóch współczesnych propozycji podziału, żadna nie wyróżnia podjednostki mon-khmerskiej. Ponadto niewiele dotychczas opublikowano na temat konkurencyjnych propozycji, a tym samym nie można mieć też pewności co do tutaj przedstawionych.

### KlasyfikacjaGérarda Difflotha(z 1974)
Najczęściej cytowana jest poniższa klasyfikacja. Oparto na niej hasło w Encyclopædia Britannica. Brakuje w niej jednak języków, które były wówczas nieznane.
- mundajskie
  - północnomundajskie
    - korku
    - kherwar

  - południowomundajskie
    - kharia-juang
    - koraput munda
- mon-khmerskie
  - wschodnio mon-khmerskie
    - khmerski (kambodżański)
    - pearyckie
    - bahnaryckie
    - katuickie
    - wiet lub wietskie (w tym język wietnamski)

  - północno mon-khmerskie
    - khasi
    - palaungickie
    - chamuickie

  - południowo mon-khmerskie
    - mon
    - aslijskie
    - nikobarskie

### KlasyfikacjaIlii Peirosa(z 2004)
Klasyfikacja Peirosa ma charakter leksykostatystyczny, a więc jest oparta na procencie wspólnego słownictwa. Taka klasyfikacja nie oddaje jednak wiernie rzeczywistości, bo nie uwzględnia zapożyczeń, a tym samym może pełnić tylko funkcje pomocnicze i przygotowawcze dla właściwej klasyfikacji.
- nikobarskie
- munda-khmer
  - mundajskie
  - mon-khmerskie
    - khasi
    - jądrowe mon-khmerskie
      - mangickie (mang i palju)
      - wietskie
      - północno mon-khmerskie
        - palaungickie
        - chmuickie

      - środkowo mon-khmerskie
        - khmerski
        - pearyckie
        - asli-bahnaryckie
          - aslijskie
          - mon-bahnaryckie
            - monickie
            - katu-bahnaryckie
              - katuckie
              - bahnaryckie

### Klasyfikacja Gérarda Difflotha (z 2005)
Jest to druga pełna klasyfikacja autorstwa Difflotha. W przeciwieństwie do Peirosa nie liczy słów o wspólnym źródłosłowie, a rekonstruuje prajęzyki kolejnych poziomów i próbuje porównać je pod względem wspólnych innowacji.
- języki mundajskie
  - koraput: 7 języków
  - mundajskie rdzeniowe
    - charia-juang: 2 języki
    - północnomundajskie

korku
cherwar: 12 języków
- języki khasi-khmuickie
  - języki khasyjskie: 3 języki.
  - języki palaungo-chmuickie
    - khmuickie: 13 języków
    - języki palaungo-pakanickie

pakanickie albo palju: 2 języki
palaungijskie: 21 języków
- języki mon-khmerskie jądrowe
  - języki khmero-wietskie
    - języki wieto-katuickie

wietskie: 10 języków
katuickie: 19 języków
- języki khmero-bahnaryckie

- bahnaryckie: 40 języków
- języki cheryckie

dialekty khmerskie
pearyckie: 6 języków
- języki niko-monickie

- języki nikobarskie: 6 języków
- języki asli-monickie

aslijskie: 19 języków
monickie: 2 języki
Prócz powyższych istnieje również kilka niesklasyfikowanych języków, w południowych Chinach.